# Вірсдорф
Вірсдорф (нім. Wiersdorf) — громада в Німеччині, розташована в землі Рейнланд-Пфальц. Входить до складу району Бітбург-Прюм. Складова частина об'єднання громад Бітбургер-Ланд.
Площа — 4,06 км2. Населення становить 275 ос. (станом на 31 грудня 2020).